# Землеройкообразные
Землеройкообра́зные (лат. Soricomorpha) — ранее выделявшийся таксон млекопитающих, рассматривавшийся как подотряд отряда насекомоядных (Eulipotyphla, или Lipotyphla), либо как самостоятельный отряд. Обычно в него включали представителей трёх современных семейств: землеройковых, кротовых и щелезубовых; в таком объёме подотряд охватывает, согласно справочнику «Mammal Species of the World» 2005 года, 44 ныне живущих рода с 404 видами.
Следует отметить, однако, что представления о родственных связях групп, входящих в отряд насекомоядных, всё ещё не стабилизировались: исследования, основывающиеся на разных наборах молекулярных и морфологических признаков, дают противоречивые результаты. Судя по молекулярным данным, землеройкообразные являются парафилетической группой по отношению к ежовым (Erinaceidae), которых выделяли в подотряд ежеобразных (Erinaceomorpha). Ряд зоологов предлагает разделить насекомоядных на подотряды Solenodonota и Erinaceota, либо выделить каждое из трёх включаемых в Soricomorpha современных семейств в самостоятельный подотряд.

## История изучения
В 1817 году российский естествоиспытатель Г. И. Фишер фон Вальдгейм выделил трибу Soricini; в 1821 году британский зоолог Джон Грей придал этому таксону более высокий ранг, установив семейство Soricidae (землеройковые). В 1872 году американский зоолог Теодор Гилл в составе отряда насекомоядных (Insectivora) выделил надсемейство Soricoidea (в состав которого, помимо землеройковых, вошли также семейство кротовые и ряд вымерших семейств), а в 1910 году другой американский зоолог, Уильям Грегори, выделил в этом отряде «секцию» Soricomorpha, которой Роже Сабан придал в 1954 году ранг подотряда.
В течение XX века структура и объём отряда Insectivora неоднократно пересматривались, и из него были выведены большинство вымерших семейств. В 1972 году британский зоолог Перси Батлер подразделил уменьшившийся в объёме отряд на четыре подотряда: Soricomorpha (землеройковые, кротовые, щелезубовые), Erinaceomorpha (ежовые), Tenrecomorpha (тенрековые) и Chrysochlorida (златокротовые).
В системе млекопитающих, предложенной в 1997 году палеонтологами Малькольмом Маккенной и Сьюзан Белл, отряду Insectivora соответствует грандотряд Lipotyphla, включающий три отряда: Chrysochloridea, Erinaceomorpha и Soricomorpha. Однако в самом конце XX века представления о филогении плацентарных претерпели значительные изменения в связи с применением методов молекулярной филогенетики. В частности, в 1998 году М. Стэнхоуп и его коллеги на основании молекулярно-генетических исследований выделили семейства тенрековых и златокротовых в отряд афросорициды (Afrosoricida), а остальных представителей Lipotyphla П. Уэдделл, Н. Окада и М. Хасегава в 1999 году объединили в отряде Eulipotyphla (в русскоязычной литературе отряд продолжают называть «насекомоядными») с подотрядами Erinaceomorpha и Soricomorpha.
Из результатов, полученных на начальном этапе молекулярно-генетических исследований, следовало, что среди современных семейств насекомоядных семейство Erinaceidae (ежовые) — это наиболее рано отделившаяся ветвь филогенетического древа Eulipotyphla. Последовавшие исследования этого не подтвердили: Erinaceidae оказалось сестринской группой Soricidae (землеройковые), а первым ответвилось семейство Solenodontidae (щелезубовые); тем самым группа Soricomorpha оказалась парафилетической — в отличие от самого́ отряда Eulipotyphla, монофилия которого надёжно обоснована молекулярно-генетическими методами. Хотя филогения насекомоядных нуждается в дальнейшем изучении, имеющиеся данные заставляют серьёзно сомневаться в наличии дихотомии Erinaceomorpha / Soricomorpha (а следовательно, и в правомерности выделения этих подотрядов).
Филогенетические взаимосвязи между четырьмя рецентными (т. e. включающими ныне живущие или вымершие в историческое время виды) семействами насекомоядных, выявленные методами молекулярной филогенетики, можно отобразить в виде следующей кладограммы:
|  | † Nesophontidae |
|  |                 |
|  | Solenodontidae  |
|  |                 |

|  | Talpidae                                                  |
|  |                                                           |
|  | \| \| Soricidae \| \| \| \| \| \| Erinaceidae \| \| \| \| |
|  |                                                           |
|  | Soricidae                                                 |
|  |                                                           |
|  | Erinaceidae                                               |
|  |                                                           |

|  | Soricidae   |
|  |             |
|  | Erinaceidae |
|  |             |

|  | † Nesophontidae |
|  |                 |
|  | Solenodontidae  |
|  |                 |

|  | Talpidae                                                  |
|  |                                                           |
|  | \| \| Soricidae \| \| \| \| \| \| Erinaceidae \| \| \| \| |
|  |                                                           |
|  | Soricidae                                                 |
|  |                                                           |
|  | Erinaceidae                                               |
|  |                                                           |

|  | Soricidae   |
|  |             |
|  | Erinaceidae |
|  |             |

Поскольку землеройкообразные являются парафилетической группой, было предпринято несколько попытков создания новой системы подотрядов насекомоядных. С. Брейс и соавторы (2016) предложили возвести таксоны Solenodonota и Erinaceota в ранг подотрядов. Ряд авторов выделяет каждое из современных семейств в самостоятельный подотряд (соответственно, Solenodontomorpha, Talpomorpha, Erinaceomorpha и Soricomorpha).

## Таксономия
Представим одну из версий классификации подотряда землеройкообразных в более развёрнутой форме:
- Подотряд Землеройкообразные (Soricomorpha)
  - Семейство Землеройковые (Soricidae)
    - Подсемейство Белозубочьи (Crocidurinae)
    - Подсемейство Бурозубочьи (Soricinae)
    - Подсемейство Африканские белозубки (Myosoricinae)

  - Семейство Кротовые (Talpidae)
    - Подсемейство Scalopinae — кротовые Нового Света
    - Подсемейство Кроты (Talpinae) — кротовые Старого Света
    - Подсемейство Китайские землеройковые кроты (Uropsilinae)
    - Подсемейство Выхухолевые (Desmaninae)

  - Семейство Щелезубовые (Solenodontidae)
  - Семейство † Незофонтиды (Nesophontidae) — последние представители вымерли примерно в XVI веке, обитали на Больших Антильских островах

В состав подотряда включали также ряд вымерших семейств, известных только по ископаемым остаткам.